# رئيس القضاة في السودان
رئيس القضاة في السودان هو أعلى منصب للسلطة القضائية في السودان بموجب المادة 29، من مشروع الإعلان الدستوري الصادر في أغسطس 2019. يكون رئيس القضاة هو أيضًا رئيس المحكمة العليا السودانية وهو «مسؤول عن إدارة السلطة القضائية أمام مجلس القضاء الأعلى».
أعلنت صحيفة «سوداني ديلي» و «الخرطوم ستار» أن نعمات عبد الله محمد خير قد تم تعيينها لتصبح أول رئيسة للقضاء في السودان في أواخر أغسطس 2019.
في 12 سبتمبر 2019، دعا ألفي متظاهر إلى تعيين «عبد القادر محمد أحمد» رئيسًا للمحكمة بدلاً من ذلك. لكن تم تعيين نعمات عبد الله محمد خير رسميًا في منصب كبيرة قضاة السودان بموجب مرسوم صدر في 10 أكتوبر 2019.

## قائمة رؤساء القضاة
| #                                                  | صورة | اسم (تاريخ الولادة–تاريخ الوفاة) | تولى منصبه     | ترك منصبه |
| -------------------------------------------------- | ---- | -------------------------------- | -------------- | --------- |
|                                                    |      | عبد المجيد إمام                  | (ما قبل 1986)  |           |
| مجلس قيادة الثورة للإنقاذ الوطني/الرئيس عمر البشير |      |                                  |                |           |
| 15                                                 |      | حيدر أحمد دفع الله               | 2014           | 2019      |
| مجلس السيادة السوداني                              |      |                                  |                |           |
| 16                                                 |      | نعمات عبد الله محمد خير          | 10 أكتوبر 2019 |           |